# L'Abyssin
L'Abyssin est un roman historique de Jean-Christophe Rufin, publié aux éditions Gallimard en 1997. Le roman a obtenu la même année le prix Goncourt du premier roman et le prix Méditerranée.

## Résumé
L'action se situe vers la fin du règne de Louis XIV, à la charnière des XVIIe et XVIIIe siècles. Les jésuites ont persuadé le roi de France de l'intérêt d'une mission pour convertir au catholicisme les chrétiens d'Ethiopie, malgré l'échec des tentatives précédentes. Les missionnaires catholiques sont bannis dans ce pays depuis 1632, et il convient d'agir secrètement. L'opportunité se présente lorsque  le négus « Yesu Ier », atteint d'une grave maladie cutanée, envoie chercher au Caire un médecin capable de le guérir. L'ayant appris, le consul de France, Monsieur de Maillet, fait appel à Jean-Baptiste Poncet, un jeune médecin autodidacte qui soigne avec talent le pacha et de nombreux cairotes. Sous couvert de sa mission médicale, il devra transmettre au négus le souhait du roi de France d'établir des relations diplomatiques, tout en introduisant incognito un père jésuite déguisé en domestique et chargé de préparer en secret la mission religieuse. Libre penseur avant la lettre, Jean-Baptiste Poncet est d'abord peu enclin à accepter, mais il tombe éperdument amoureux d'Alix, la fille du consul. Il décide alors de tenter l'expédition, avec l'espoir d'en revenir couvert de gloire, puis de se faire anoblir et nommer ambassadeur par le roi de France. C'est selon lui le seul moyen de convaincre le consul de lui laisser épouser sa fille. Ainsi commence un long périple semé d'embûches, à travers le désert arabique, puis en Nubie, pour atteindre les montagnes d'Abyssinie. Malgré le décès du jésuite qui l'accompagnait, Jean-Baptiste mène à bien sa mission à la cour de Gondar. Comme il l'espérait, il peut ensuite rentrer en rendre compte en France. Malheureusement, sa réception par le roi tourne au fiasco, et la réalité de son séjour éthiopien est contestée. Ce n'est qu'après de nouvelles vicissitudes qu'il peut enfin retrouver Alix, qui de son côté s'est émancipée jusqu'à devenir une femme libre prête à tout pour rejoindre son amant.

## Commentaires sur l'œuvre

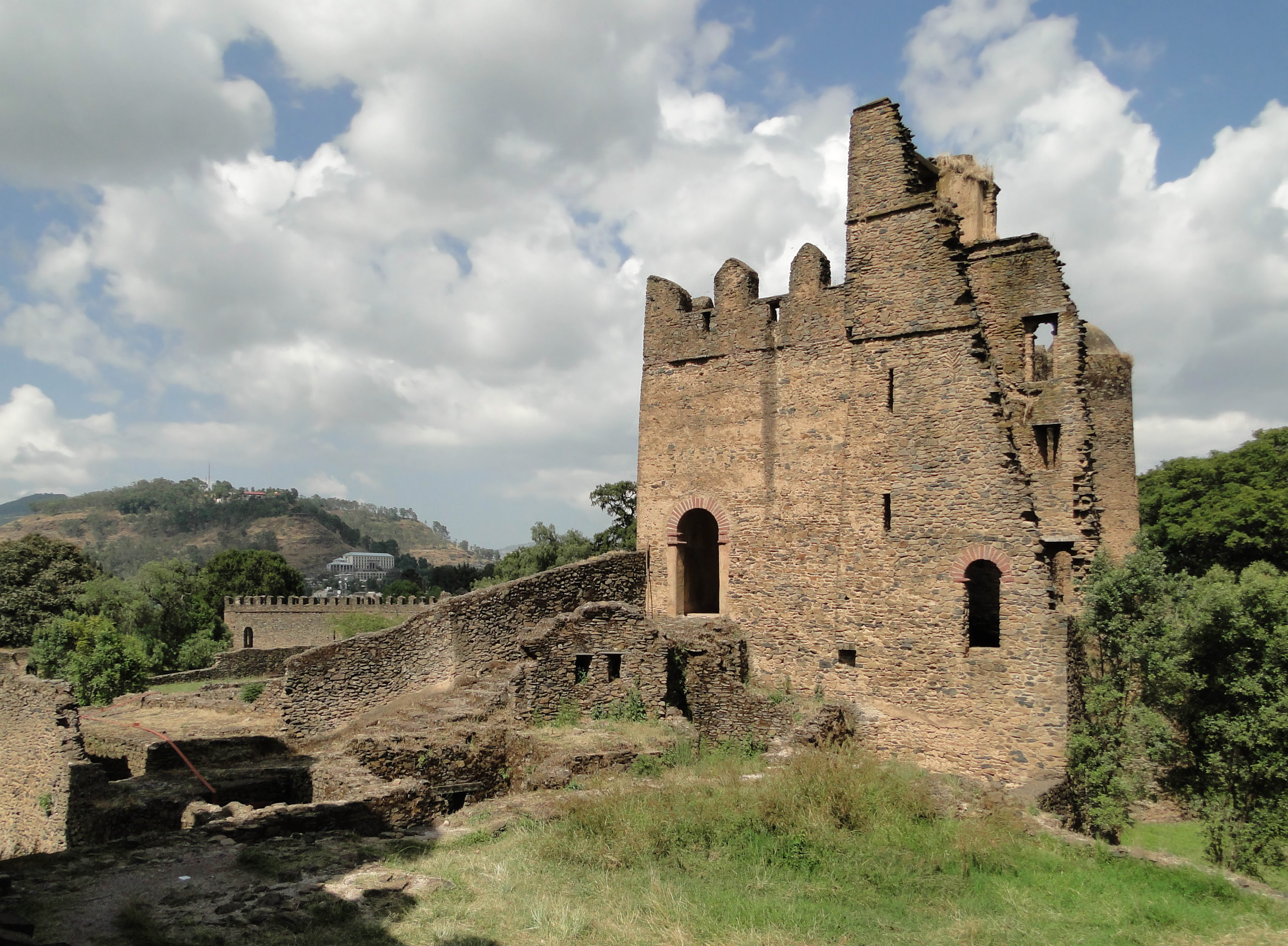
Ruines du palais de Iyasou Ier, où Poncet soigna ce négus au cours de son séjour éthiopien.

L'éditeur présente ce roman comme « une parabole sur la haine du fanatisme, la force de la liberté et la possibilité du bonheur ». Pour Laurence Liban, c'est un roman malicieux, érudit, coloré et palpitant. Abbas Kureimish a également beaucoup apprécié ce livre, en insistant sur l'intérêt de prendre un médecin pour héros : son métier lui fait approcher tous les milieux sociaux, ce qui permet d'introduire de nombreux personnages dans l'intrigue. Jean-Christophe Rufin a donné quelques précisions lors d'une interview pour la Revue Projet : il a choisi de romancer la biographie de Charles-Jacques Poncet en raison de certaines accointances avec son expérience personnelle de militant MSF et d'attaché culturel à Recife. Il souhaitait réhabiliter la mémoire de ce personnage historique, encore décrié par certains auteurs du XIXe siècle. Il a déclaré avoir écrit L'Abyssin d'une seule traite en cinq semaines. Le succès du livre (450 000 exemplaires) l'a surpris, ce qui l'a amené à prendre de la distance avec son métier de médecin hospitalier. Il s'interroge sur la pertinence d'avoir écrit une suite à ce roman (Sauver Ispahan), sans doute pour en finir avec son héros à la célébrité encombrante. 

## Éditions
Éditions imprimées
- Jean-Christophe Rufin, L'Abyssin : relation des extraordinaires voyages de Jean-Baptiste Poncet, ambassadeur du Négus auprès de sa majesté Louis XIV, Paris, éd. Gallimard, coll. « Blanche », 13 mars 1997, 579 p., 21 cm (ISBN 2-07-074652-6, BNF 35864974)Édition originale.
- Jean-Christophe Rufin, L'Abyssin : relation des extraordinaires voyages de Jean-Baptiste Poncet, ambassadeur du Négus auprès de sa majesté Louis XIV, Paris, éd. Gallimard, coll. « Folio » (no 3137), 1998, 698 p., 18 cm (ISBN 2-07-040697-0, BNF 37000534)Première édition au format de poche.

Livres audio
- Jean-Christophe Rufin, L'Abyssin, Paris, éd. Gallimard, coll. « Écoutez lire », 24 juin 2004 (EAN 3260050673303, BNF 39232107)Interprètes : Claude Giraud, Jean-Yves Berteloot, Marc-Henri Boisse, Jean-Paul Bordes, Sophie Caffarel, Frédérique Cantrel, Bruno Devoldere, Fernand Guiot, François Jerosme, Martial Le Minoux, André Penvern et Philippe Siboulet ; support : 5 disques compacts audio ; durée : 5 h 58 min environ ; référence éditeur : Gallimard A 55976.
- Jean-Christophe Rufin, L'Abyssin, Paris, éd. Gallimard, coll. « Écoutez lire », 21 juin 2012 (ISBN 978-2-07-013722-0)Interprètes : Claude Giraud, Jean-Yves Berteloot, Marc-Henri Boisse, Jean-Paul Bordes, Sophie Caffarel, Frédérique Cantrel, Bruno Devoldere, Fernand Guiot, François Jerosme, Martial Le Minoux, André Penvern et Philippe Siboulet ; support : 1 disque compact audio MP3 ; durée : 5 h 58 min environ ; référence éditeur : Gallimard A 13722. Cette réédition comporte une précision, absente de la notice BNF de l'édition de 2004 : « Texte abrégé en collaboration avec l'auteur ».